# Terrorism and Political Violence
Terrorism and Political Violence — рецензируемый академический журнал, посвящённый терроризму и борьбе с ним, издаваемый Routledge. Он был основан в 1989 году Дэвидом С. Рапопортом (Калифорнийский университет в Лос-Анджелесе), который остаётся главным редактором. В редакционном манифесте в первом выпуске он упоминается как «Journal of Terrorism Research»; однако с первого номера до настоящего времени в редакционных заявлениях и в других местах он цитируется только как Terrorism and Political Violence.
Алекс П. Шмид был соредактором журнала до 2009 года и остаётся в редакционном совете.

## Индексирование
Журнал индексируется:
- America: History & Life[англ.]
- Current Contents/Social & Behavioral Sciences
- Historical Abstracts[англ.]
- International Bibliography of Periodical Literature[англ.]
- International Bibliography of the Social Sciences[англ.]
- International Political Science Abstracts[англ.]
- ProQuest databases[англ.]
- PsycINFO[англ.]/Psychological Abstracts[англ.]
- Scopus
- Social Sciences Citation Index[англ.]

Согласно Thomson Reuters Journal Citation Reports, импакт-фактор журнала в 2018 году составил 1,792.